# Solange Olame Bayibsa
Solange Olame Bayibsa, född 7 augusti 1987 i Tanzania, är en svensk politiker (socialdemokrat). Hon var riksdagsledamot 2020–2021 (tjänstgörande ersättare) och 2022 (tjänstgörande statsrådsersättare), invald för Stockholms läns valkrets.
Bayibsa kandiderade i riksdagsvalen 2018 och 2022, och blev ersättare. Hon var tjänstgörande ersättare riksdagen för Mathias Tegnér 1 december 2020–31 maj 2021 och för Alexandra Völker 1 juni–30 november 2021 samt tjänstgörande statsrådsersättare för Mikael Damberg 26 september–18 oktober 2022.
I riksdagen var Bayibsa bland annat ledamot i finansutskottet 2022.